# Meryl Streep
Mary Louise Streep, coneguda artísticament com a Meryl Streep   (Summit, 22 de juny de 1949), és una actriu estatunidenca, destacada per pel·lícules com La decisió de la Sophie, El diable es vesteix de Prada i Mamma Mia. Amb 21 nominacions i 3 victòries, ha estat l'actriu més nominada als Premis Oscar de la història.

## Biografia

### Primers anys
Streep va néixer a Nova Jersey el 1949. Cap dels seus pares no era actor, el seu pare era un prestigiós farmacèutic. Té dos germans petits, Harry William Streep III i Dana David Streep, tots dos actors. El seu pare era d'origen alemany i suís; el seu llinatge es remunta a Loffenau, d'on el besavi de Streep, Gottfried Streeb, va emigrar als Estats Units i on un dels seus avantpassats va exercir d'alcalde (el cognom va ser canviat més tard per "Streep"). Una altra línia de la família del seu pare era de Giswil. La seva mare tenia ascendència anglesa, alemanya i irlandesa. Alguns dels avantpassats materns de Streep van viure a Pennsilvània i Rhode Island, i descendien d'immigrants anglesos del segle xvii. Els seus besavis materns, Manus McFadden i Grace Strain, eren originaris del districte de Horn Head de Dunfanaghy a Irlanda.

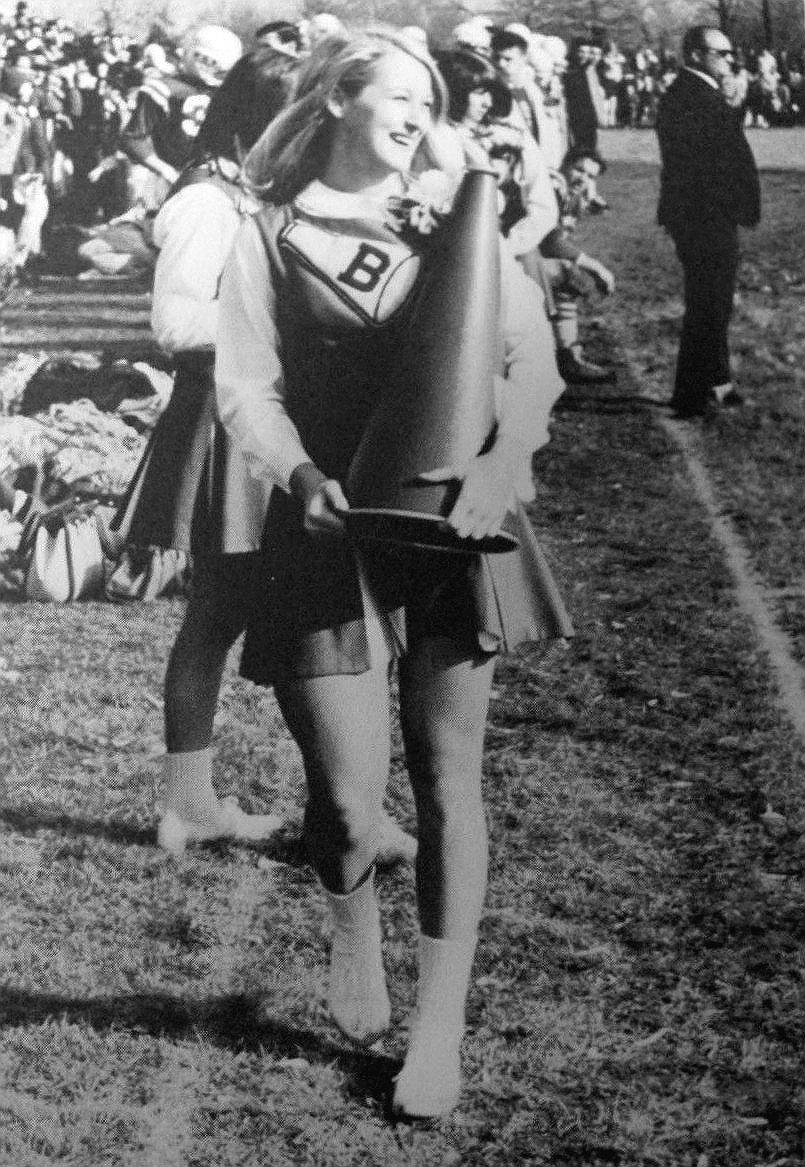
Streep com a animadora a Bernards High School, 1966

La mare de Streep, a qui ha comparat tant en l'aspecte com en la manera amb Dame Judi Dench, va animar molt a la seva filla i va inculcar-li confiança des de molt jove. Streep va dir: «Va ser una mentora perquè em va dir: Meryl, ets capaç. Ets molt gran. Ella deia: Pots fer el que et proposis. Si ets mandrosa, no ho aconseguiràs. Però si hi poses la teva ment, pots fer qualsevol cosa. I la vaig creure». Tot i que era naturalment més introvertida que la seva mare, com més tard necessitava una injecció de confiança en l'edat adulta, consultava a vegades amb la seva mare per demanar consell. Streep es va criar com a presbiteriana a Basking Ridge, Nova Jersey, i va anar a la Cedar Hill Elementary School i l'Oak Street School, que era una escola secundària en aquell moment. En el seu debut a secundària, va interpretar a Louise Heller a l'obra The Family Upstairs. El 1963, la família es va traslladar a Bernardsville, Nova Jersey, on va anar a Bernards High School. L'autora Karina Longworth la va descriure com una «nena descarada amb ulleres i cabells encrespats», però va assenyalar que li agradava mostrar-se davant de la càmera a les pel·lícules familiars des de petita. Als 12 anys, Streep va ser seleccionada per cantar en un recital escolar, la qual cosa la va portar a tenir lliçons d'òpera d'Estelle Liebling. Malgrat el seu talent, més tard va comentar: «Estava cantant una cosa que no sentia ni entenia. Va ser una lliçó important: no fer-ho. Trobar allò que vaig poder sentir.» Ho va deixar després de quatre anys. Streep tenia molts amics de l'escola catòlica i assistia regularment a missa. Va ser animadora de l'escola secundària dels Bernards High School Mountaineers i també va ser escollida com la reina del seu últim any. La seva família vivia a Old Fort Road.
Encara que Streep va aparèixer en nombroses obres de teatre durant els seus anys de secundària, no es va interessar en el teatre seriós fins que va actuar a l'obra Miss Julie al Vassar College el 1969, en la qual va cridar l'atenció a tot el campus. El professor de drama de Vassar Clinton J. Atkinson va assenyalar: «No crec que ningú li hagi ensenyat mai a interpretar a Meryl. Realment va ensenyar-se a si mateixa.» Streep va demostrar una habilitat per imitar accents i memoritzar ràpidament les seves línies. Va rebre el seu BA cum laude el 1971, abans de sol·licitar un MFA a la Yale School of Drama i també va estudiar cant amb la professora Estelle Liebling. A Yale, va complementar el seu curs treballant com a cambrera i mecanògrafa, i va aparèixer en més d'una dotzena de produccions escèniques per any; en un moment donat, es va sobrecarregar i va desenvolupar úlceres, així que va contemplar deixar d'actuar i passar a estudiar dret. Streep va interpretar una varietat de papers a l'escenari, des d'Helena a Somni d'una nit d'estiu fins a una dona de 80 anys en cadira de rodes en una comèdia escrita pels dramaturgs desconeguts Christopher Durang i Albert Innaurato.
Un dels seus professors va ser Robert Lewis, cofundador de l'Actors Studio. Streep va desaprovar alguns dels exercicis d'actuació que se li va demanar, i va remarcar que una professora va ensenyar la tècnica del record emocional aprofundint en la vida personal d'una manera que li va semblar «desagradable». Va rebre el seu MFA de Yale el 1975. També es va matricular com a estudiant visitant al Dartmouth College el 1970, i va rebre un títol honorari de Doctora en Arts de la universitat el 1981.

### 1970: primers treballs
Un dels primers treballs professionals de Streep el 1975 va ser a la National Playwrights Conference de l'Eugene O'Neill Theatre Center, durant la qual va actuar en cinc obres durant sis setmanes. Es va traslladar a la ciutat de Nova York l'any 1975, i va ser repartida per Joseph Papp en una producció de Trelawny of the Wells al Vivian Beaumont Theatre, al costat de Mandy Patinkin i John Lithgow. Va aparèixer en cinc papers més en el seu primer any a Nova York, incloent-hi les produccions de Papp del New York Shakespeare Festival d'Enric V, La feréstega domada amb Raúl Juliá i Measure for Measure al costat de Sam Waterston i John Cazale. Va entrar en una relació amb Cazale en aquest moment, i va residir amb ell fins a la seva mort tres anys més tard. Va protagonitzar el musical Happy End a Broadway, i va guanyar un Obie per la seva actuació a l'obra de teatre Off-Broadway Alice at the Palace.
Streep va començar a fer audicions per al cinema. A dues pel·lícules va fer papers secundaris, The Deer Hunter (1978) amb Robert de Niro i a Kramer vs. Kramer (1979) amb Dustin Hoffman. Quan va guanyar l'Oscar a la millor actriu, en Hoffman va dir de Streep que era una gran treballadora. Encara que Streep no havia aspirat a convertir-se en actor de cinema, l'actuació de Robert De Niro a Taxi Driver (1976) va tenir un profund impacte en ella; es va dir a si mateixa: «Aquest és el tipus d'actor que vull ser quan sigui gran». Streep va començar a fer una audició per a papers de pel·lícula, i es va sotmetre a una audició sense èxit per al paper principal a King Kong de Dino De Laurentiis. De Laurentiis, referint-se a Streep mentre estava davant seu, va dir en italià al seu fill: «Això és tan lleig. Per què em vas portar això?» Desconegut per Laurentiis, Streep entenia l'italià, i ella va comentar: «Em sap molt greu que no sigui tan bonica com hauria de ser, però, ja ho saps, això és tot. Això és el que s'obté.» Va continuar treballant a Broadway, apareixent a la factura doble de 1976 de 27 Wagons Full of Cotton de Tennessee Williams i A Memory of Two Mondays d'Arthur Miller. Va rebre una nominació al premi Tony a la millor actriu destacada en una obra de teatre. Els altres crèdits de Streep a Broadway inclouen L'hort dels cirerers d'Anton Txékhov i el musical Happy End de Bertolt Brecht - Kurt Weill, en què havia aparegut originalment fora de Broadway al Chelsea Theatre Center. Va rebre nominacions al Drama Desk Award per ambdues produccions.
El primer paper de Streep al llargmetratge va ser al costat de Jane Fonda a la pel·lícula de 1977 Julia, en la qual va tenir un petit paper durant una seqüència de flashback. La majoria de les seves escenes es van editar, però el breu temps a la pantalla va horroritzar l'actriu:
| « | Tenia una mala perruca i em van agafar les paraules de l'escena que vaig rodar amb la Jane i me les van posar a la boca en una escena diferent. Vaig pensar, he comès un terrible error, no més pel·lícules. Odio aquest negoci. | » |

Tanmateix, Streep cita que Fonda va tenir una influència duradora en ella com a actriu, i l'ha acreditat com «obrint probablement més portes de les que probablement conec».
Robert De Niro, que havia vist Streep a la seva producció escènica de The Cherry Orchard, li va suggerir que interpretés el paper de la seva xicota a la pel·lícula de guerra The Deer Hunter (1978). Cazale, a qui li havien diagnosticat càncer de pulmó, també va ser seleccionat per a la pel·lícula, i Streep va assumir el paper d'una «promesa vaga i habitual» per romandre amb Cazale durant el rodatge. Longworth assenyala que Streep:
| « | Va fer un cas d'empoderament femení interpretant a una dona a qui l'empoderament era un concepte estranger – una senyora normal d'un petit poble americà mitjà, per a qui la subserviència era l'única cosa que sabia. | » |

Pauline Kael, que després es va convertir en una forta crítica de Streep, va remarcar que era una «autèntica bellesa» que va aportar molta frescor a la pel·lícula amb la seva interpretació. L'èxit de la pel·lícula va fer arribar Streep a un públic més ampli i li va valer una nominació a l'Oscar a la millor actriu secundària.

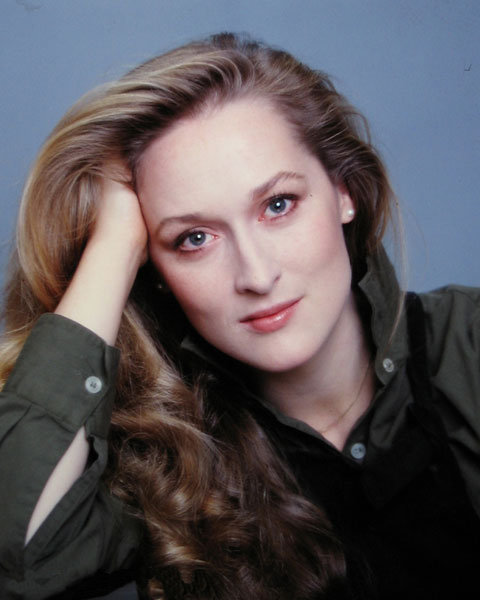
Streep el 1977

A la minisèrie Holocaust de 1978, Streep va interpretar el paper principal d'una dona alemanya casada amb un artista jueu interpretat per James Woods a l'Alemanya de l'època nazi. Va trobar que el material era «decisivament noble» i va afirmar haver assumit el paper per obtenir guanys econòmics. Streep va viatjar a Alemanya i Àustria per filmar mentre Cazale es va quedar a Nova York. Al seu retorn, Streep va descobrir que la malaltia de Cazale havia progressat, i ella el va alletar fins a la seva mort el 12 de març de 1978. Amb una audiència estimada de 109 milions, Holocaust va donar un grau més ampli de reconeixement públic a Streep. que es va trobar «al límit de la visibilitat nacional». Va guanyar el premi Primetime Emmy a la millor actriu principal en una minisèrie o una pel·lícula per la seva actuació. Malgrat l'èxit dels premis, Streep encara no estava entusiasmada amb la seva carrera cinematogràfica i va preferir actuar a l'escenari.
Va interpretar el paper secundari de Leilah a Uncommon Women and Others de Wendy Wasserstein en una producció de televisió «Theater in America» del maig de 1978 per a Great Performances de PBS. Va substituir a Glenn Close, que va interpretar el paper a la producció Off-Broadway al Phoenix Theatre.
Amb l'esperança de desviar-se del dolor de la mort de Cazale, Streep va acceptar un paper a The Seduction of Joe Tynan (1979) com l'interessat amorós d'Alan Alda, i després va comentar que l'havia interpretat amb el «pilot automàtic». Va interpretar el paper de Katherine a The Taming of the Shrew per a Shakespeare in the Park, i també va tenir un paper secundari a Manhattan (1979), de Woody Allen. Streep va dir més tard que Allen no li va proporcionar un guió complet, donant-li només les sis pàgines de les seves pròpies escenes, i no li va permetre improvisar una paraula del seu diàleg.
En el drama Kramer contra Kramer, Streep va ser presentada al costat de Dustin Hoffman com una dona infeliçment casada que abandona el seu marit i el seu fill. Streep va pensar que el guió representava el personatge femení com « massa dolent» i va insistir que no era representatiu de dones reals que s'enfrontaven a la ruptura del matrimoni i a les batalles per la custòdia dels fills. Els creadors van estar d'acord amb ella i es va revisar el guió. En preparar-se per al paper, Streep va parlar amb la seva pròpia mare sobre la seva vida com a dona amb carrera, i va freqüentar el barri de l'Upper East Side on es va ambientar la pel·lícula, observant les interaccions entre pares i fills. El director Robert Benton va permetre a Streep escriure el seu propi diàleg en dues escenes clau, malgrat algunes objeccions de Hoffman, que «odiava les seves entranyes» al principi.  Hoffman i el productor Stanley R. Jaffe van parlar més tard de la feina incansable de Streep, amb Hoffman comentant: «És extraordinàriament treballadora, fins al punt que és obsessiva. Crec que no pensa en res més, sinó en el que està fent.» La pel·lícula va ser controvertida entre les feministes, però va ser un paper que el crític cinematogràfic Stephen Farber creia que mostrava la «propia intensitat emocional de Streep», escrivint que era una de les «rares intèrprets que pot impregnar els moments més rutinaris amb un toc de misteri».
Per Kramer vs. Kramer, Streep va guanyar tant el Globus d'Or com l'Acadèmia a la millor actriu secundària, que va deixar a la sala de dones després de fer el seu discurs. També va rebre el premi de l'Associació de Crítics de Cinema de Los Angeles a la millor actriu secundària, National Board of Review Award a la millor actriu secundària i el premi de la National Society of Film Critics a la millor actriu secundària pel seu treball col·lectiu en les seves tres estrenes cinematogràfiques de 1979. Tant The Deer Hunter com Kramer vs. Kramer van ser grans èxits comercials i van ser guanyadors consecutius del premi de l'Acadèmia a la millor pel·lícula.

### Anys 80: ascens al protagonisme
El 1979, Streep va començar a fer un taller d'Alice in Concert, una versió musical d’Alice's Adventures in Wonderland, amb l'escriptora i compositora Elizabeth Swados i el director Joseph Papp; l'espectacle es va muntar al Teatre Públic de Nova York des del desembre de 1980. Frank Rich de The New York Times es va referir a Streep com la «única meravella» de la producció, però va preguntar per què hi va dedicar tanta energia. El 1980, Streep havia progressat a papers principals en pel·lícules. Va aparèixer a la portada de la revista Newsweek amb el titular «A Star for the 80s»; Jack Kroll va comentar:
| « | Hi ha una sensació de misteri en la seva actuació; no només imita (tot i que és una gran imitadora en privat).... | » |

Streep va denunciar la seva fervorosa cobertura mediàtica en aquell moment com a «excessiu bombo».
La història dins d'una història dramàtica La dona del tinent francès (1981) va ser el primer paper protagonista de Streep. La pel·lícula va combinar Streep amb Jeremy Irons com a actors contemporanis, explicant la seva història moderna, així com el drama de l'època victoriana que interpretaven. Streep va desenvolupar un accent anglès per al paper, però es va considerar inadaptada per al paper: «No vaig poder evitar desitjar que fos més bella». Un article de la revista New York comentava que, mentre que moltes estrelles femenines del passat havien conreat una identitat singular a les seves pel·lícules, Streep era un «camaleó», disposat a interpretar qualsevol tipus de paper. Streep va ser guardonada amb un premi BAFTA a la millor actriu en un paper protagonista pel seu treball. L'any següent, es va reunir amb Robert Benton per al thriller psicològic Still of the Night (1982), coprotagonitzat per Roy Scheider i Jessica Tandy. Vincent Canby, que va escriure per a The New York Times, va assenyalar que la pel·lícula era un homenatge a les obres d'Alfred Hitchcock, però que una de les seves principals debilitats era la manca de química entre Streep i Scheider, i va concloure que Streep «és impressionant, però no és a la pantalla el temps suficient».
Un èxit més gran va arribar més tard el mateix any, quan Streep va protagonitzar el drama Sophie's Choice (1982), que representava una supervivent polonesa d'Auschwitz atrapada,en un triangle amorós entre un jove escriptor ingenu (Peter MacNicol) i un intel·lectual jueu (Kevin Kline). L'emocionant actuació dramàtica de Streep i el seu aparent domini de l'accent polonès van ser elogiats. William Styron va escriure la novel·la pensant en Ursula Andress per al paper de Sophie, però Streep estava decidida a aconseguir el paper. Streep va filmar l'escena d'«elecció» en una sola presa i es va negar a tornar-la a fer, trobant-la extremadament dolorosa i emocionalment esgotadora. Aquella escena, en què Streep rep l'ordre d'un guàrdia de les SS a Auschwitz per triar quin dels seus dos fills seria gasat i quin aniria al camp de treball, és la seva escena més famosa, segons Emma Brockes de The Guardian que va escriure el 2006: «És el clàssic Streep, el tipus d'escena que fa que el teu cuir cabellut s'estiri, però d'alguna manera és la seva gestió d'emocions més petites i difícils d'entendre». Entre diversos premis, Streep va guanyar l'Oscar a la millor actriu per la seva actuació, i la seva caracterització va ser votada com la tercera millor actuació cinematogràfica de tots els temps per la revista Premiere. Roger Ebert va dir del seu lliurament:
| « | Streep interpreta les escenes de Brooklyn amb un encantador accent polonès-americà (té el primer accent que he volgut abraçar), i interpreta els flashbacks en alemany i polonès subtitulats. Amb prou feines hi ha una emoció que Streep no toqui en aquesta pel·lícula i, tot i així, maig no som conscients de la seva tensió. Aquesta és una de les actuacions més sorprenents i, alhora, una de les més poc afectades i naturals que puc imaginar. | » |

Pauline Kael, per contra, va qualificar la pel·lícula de « pel·lícula esgarrifosament dolenta», i va pensar que Streep es « descorporea», cosa que creia que explicava per què les seves heroïnes cinematogràfiques « no semblen ser personatges complets, i per què no hi ha cap incident» que justifiqui veure-la».
El 1983, Streep va interpretar el seu primer personatge no fictici, la denunciant nuclear i activista sindical Karen Silkwood, que va morir en un sospitós accident de cotxe mentre investigava presumptes infraccions a la planta de plutoni Kerr-McGee, a la pel·lícula biogràfica Silkwood de Mike Nichols. Streep va sentir una connexió personal amb Silkwood, i com a preparació, es va reunir amb persones properes a la dona, i en fer-ho es va adonar que cada persona veia un aspecte diferent de la seva personalitat. Va dir:
| « | No vaig intentar convertir-me en Karen. Només vaig intentar mirar el que feia. Vaig reunir tota la informació que vaig poder trobar sobre ella... El que finalment vaig fer va ser mirar els esdeveniments de la seva vida i intentar entendre-la des de dins. | » |

Jack Kroll de Newsweek va considerar que la caracterització de Streep havia estat «brillant», mentre que el xicot de Silkwood, Drew Stephens, va expressar la seva aprovació perquè Streep havia interpretat a Karen més com a ésser humà que com a mite, tot i que el pare de Karen, Bill, pensava que Streep i la pel·lícula havien enganyat la seva filla. Pauline Kael creia que Streep havia fet una mala interpretació. A continuació, Streep va actuar al costat de Robert De Niro a Falling in Love (1984), que va ser mal rebuda, i va retratar un lluitador de la Resistència francesa durant la Segona Guerra Mundial al drama britànic Plenty (1985), adaptacions de l'obra de David Hare. Amb relació a aquest últim film, Roger Ebert va escriure que transmetia «una gran subtilesa; és difícil interpretar una dona desequilibrada, neuròtica i autodestructiva, i fer-ho amb tanta suavitat i encant. Streep crea tot un personatge al voltant d'una dona que podria haver estat simplement un catàleg de símptomes.» El 2008, Molly Haskell va elogiar l'actuació de Streep a Plenty, creient que era «una de les pel·lícules més difícils i ambigües» de Streep i el paper «més feminista».
Longworth considera que el següent llançament de Streep, Out of Africa (1985), l'ha establert com una superestrella de Hollywood. A la pel·lícula, Streep va interpretar l'escriptora danesa Karen Blixen, al costat de Denys Finch Hatton de Robert Redford. El director Sydney Pollack inicialment dubtava sobre Streep en el paper, ja que no pensava que fos prou sexy, i havia considerat Jane Seymour per al paper. Pollack recorda que Streep el va impressionar d'una manera diferent: «Era tan directa, tan honesta, tan sense merda. No hi havia cap blindatge entre ella i jo.» Streep i Pollack es van enfrontar sovint durant el rodatge de 101 dies a Kenya, especialment per la veu de Blixen. Streep havia passat molt de temps escoltant cintes de Blixen, i va començar a parlar d'una manera antiga i aristocràtica, cosa que Pollack considerava excessiva. Un èxit comercial important, la pel·lícula va guanyar un Globus d'Or a la millor pel·lícula. També va fer guanyar a Streep una altra nominació a l'Acadèmia a la millor actriu i, finalment, la pel·lícula va guanyar el premi a la millor pel·lícula. El crític de cinema Stanley Kauffmann va elogiar la seva actuació, escrivint « Meryl Streep torna a estar en plena forma. Això vol dir que la seva actuació a Out of Africa està al més alt nivell d'actuació al cinema actual.»
Longworth assenyala que l'èxit dramàtic d’Out of Africa va provocar una reacció de l'opinió crítica contra Streep en els anys següents, sobretot perquè ara reclamava 4 milions de dòlars per fotografia. A diferència d'altres estrelles de l'època, com Sylvester Stallone i Tom Cruise, Streep «mai semblava interpretar-se a ella mateixa», i alguns crítics van sentir que la seva delicadesa tècnica va portar a la gent a veure-la literalment actuant. Les seves pel·lícules següents no van atreure a un gran públic; va protagonitzar amb Jack Nicholson els drames Heartburn (1986) i Ironweed (1987), en els quals va cantar a la pantalla per primera vegada des de la transmissió de «Great Performances» de la producció del Phoenix Theatre de Secret Service (1977). A Evil Angels (1988), va interpretar a Lindy Chamberlain, una dona australiana que havia estat condemnada per l'assassinat de la seva filla petita tot i afirmar que el nadó havia estat agafat per un dingo. Filmada a Austràlia, Streep va guanyar el premi de l'Australian Film Institute a la millor actriu en un paper principal, una millor actriu al Festival de Cannes i el premi del Cercle de Crítics de Cinema de Nova York a la millor actriu. Streep va dir sobre el desenvolupament de l'accent australià a la pel·lícula: «Vaig haver d'estudiar una mica l'australià perquè no és diferent [de l'americà], és com passar de l'italià a l'espanyol. Ho barreges una mica.» Vincent Canby de The New York Times es va referir a la seva actuació com «una altra actuació impressionant», interpretada amb «el tipus de virtuosisme que sembla redefinir les possibilitats de la interpretació a la pantalla».
El 1989, Streep va fer pressions per fer el paper principal a l'adaptació d'Oliver Stone de l'obra Evita, però dos mesos abans de començar el rodatge, va abandonar, citant inicialment «esgotament», tot i que més tard es va revelar que hi havia un disputa sobre el seu sou. A finals de la dècada, Streep buscava activament protagonitzar una comèdia. Va trobar el paper a She-Devil (1989), una sàtira que parodiava l'obsessió social per la bellesa i la cirurgia estètica, en la qual interpretava a una escriptora glamurosa. Encara que la pel·lícula no va ser un èxit, Richard Corliss de Time va escriure que Streep era l'«única raó» per veure-la, i va observar que va marcar una sortida dels papers dramàtics que se sabia que interpretava. Reaccionant a la seva sèrie de pel·lícules mal rebudes, Streep va dir: «El públic s'està reduint; a mesura que l'estratègia de màrqueting defineix cada cop més a qui volen arribar, homes de 16 a 25 anys, s'ha convertit en una síndrome de l'ou i la gallina. Quin va ser primer? Primer, estrenen totes aquestes pel·lícules d'estiu, després fan una enquesta demogràfica de qui les veurà.»

### 1990: actriu consolidada
Els anys 1990, va protagonitzar l'absurda comèdia negra Death Becomes Her  (1992) i la peculiar Postals des de Hollywood (1990). Fins i tot va posar la veu a un episodi dels Els Simpson, com la promesa d'en Bart.

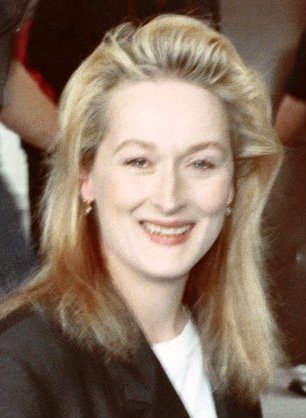
Streep a la 32a edició dels premis Grammy el 1990

La biògrafa Karen Hollinger va descriure l'inici dels anys noranta com una caiguda de la popularitat de les pel·lícules de Streep, atribuint-ho en part a la percepció crítica que les seves comèdies havien estat un intent de transmetre una imatge més lleugera després de diversos dramas seriosos, però sense èxit comercial, i, de manera més significativa., a la manca d'opcions de què disposa una actriu d'uns quaranta anys. Streep va comentar que havia limitat les seves opcions per la seva preferència per treballar a Los Angeles, a prop de la seva família, una situació que havia anticipat en una entrevista de 1981 quan va comentar: «En el moment en què una actriu té exit a mitjans dels quaranta, ja no interessa ningú. I si també voleu incloure un parell de nadons en aquest programa, ho heu de triar les amb molta cura». A la Conferència Nacional de Dones del Screen Actor's Guild l'any 1990, Streep va presentar el primer esdeveniment nacional, posant èmfasi en la disminució de les oportunitats laborals de les dones, la paritat salarial i els models a seguir dins de la indústria cinematogràfica. Va criticar la indústria cinematogràfica per minimitzar la importància de les dones tant a la pantalla com fora.
Després de papers a la comèdia dramàtica Postcards from the Edge (1990) i a la comèdia fantàstica Defending Your Life (1991), Streep va protagonitzar amb Goldie Hawn la comèdia negra, Death Becomes Her (1992), amb Bruce Willis com a coprotagonista. Streep va persuadir l'escriptor David Koepp de reescriure diverses de les escenes, especialment aquella en què el seu personatge té una aventura amb un home més jove, que ella creia que era «poc realista». El rodatge de set mesos va ser el més llarg de la carrera de Streep, durant el qual va entrar en el personatge «pensant en estar una mica enfadada tot el temps». A causa de les al·lèrgies de Streep a nombrosos cosmètics, es van haver de dissenyar pròtesis especials per envellir-la deu anys per tenir 54 anys, encara que Streep creia que la feien semblar més a prop dels 70. Longworth considera que Death Becomes Her va ser «l'actuació més física que Streep havia fet fins aleshores a la pantalla, tot plegat, plorant, somrient i mirant els ulls». Encara que va ser un èxit comercial, guanyant 15,1 milions de dòlars en només cinc dies, la contribució de Streep a la comèdia no va ser en general ben rebuda per la crítica. Richard Corliss ' Time, va escriure amb aprovació la «rutina de bruixa malvada» de Streep, però va rebutjar la pel·lícula com «Devil amb un canvi d'imatge» i una que «odia les dones». Streep va admetre més tard que no li agradava filmar les escenes amb efectes especials pesats, i es va comprometre a no treballar maig més en una pel·lícula amb efectes especials pesats.
Streep va aparèixer amb Jeremy Irons, Glenn Close i Winona Ryder a La casa dels esperits (1993), ambientada a Xile durant la dictadura d'Augusto Pinochet. La pel·lícula no va ser ben rebuda per la crítica. Anthony Lane de The New Yorker va escriure: «Això és realment un èxit. Reuneix Jeremy Irons, Meryl Streep, Winona Ryder, Antonio Banderas i Vanessa Redgrave i assegura que, sense excepció, tots donen les seves pitjors actuacions maig vistes». L'any següent, Streep va protagonitzar The River Wild, com la mare d'uns nens en una sortida per fer ràfting que es troben amb dos criminals violents (Kevin Bacon i John C. Reilly) al desert. Tot i que la reacció crítica va ser generalment mixta, Peter Travers de Rolling Stone la va trobar «forta, descarada i més fluixa del que mai ha estat a la pantalla».
La pel·lícula de més èxit de la dècada de Streep va ser el drama romàntic The Bridges of Madison County (1995) dirigit per Clint Eastwood, que va adaptar la pel·lícula de la novel·la homònima de Robert James Waller. Relata la història de Robert Kincaid (Eastwood), un fotògraf que treballa per a National Geographic, que té una història d'amor amb una grangera italiana de mitjana edat Francesca (Streep). Tot i que a Streep no li agradava la novel·la en què es basava, va trobar que el guió era una oportunitat especial per a una actriu de la seva edat. Va guanyar pes per al paper i es va vestir de manera diferent al personatge del llibre per emular a les voluptuoses estrelles del cinema italians com Sophia Loren. Tant Loren com Anna Magnani van influir en la seva interpretació, i Streep va veure Mamma Roma (1962) de Pier Paolo Pasolini abans del rodatge. La pel·lícula va ser un èxit de taquilla i va recaptar més de 70 milions de dòlars als Estats Units. La pel·lícula, a diferència de la novel·la, va ser ben rebuda per la crítica. Janet Maslin de The New York Times va escriure que Eastwood havia aconseguit crear "una història d'amor emotiva i elegíaca al cor de l'excés de felicitació del Sr. Waller", mentre que Joe Morgenstern de The Wall Street Journal la va descriure com "una de les pel·lícules plaents en la memòria recent". Longworth creu que l'actuació de Streep va ser "crucial per transformar el que podria haver estat una telenovel·la feble en una vibrant obra de ficció històrica que criticava implícitament la sufocant cultura de la domesticitat dels Estats Units de la postguerra". Considera que va ser el paper en què Streep es va convertir en "probablement la primera actriu de mitjana edat a ser presa seriosament per Hollywood com una heroïna romàntica".
Streep va interpretar la germana separada de Bessie (Diane Keaton), una dona que lluitava contra la leucèmia, a Marvin's Room (1996), una adaptació de l'obra de Scott McPherson. Streep va recomanar Keaton per al paper. La pel·lícula també presentava Leonardo DiCaprio com el fill rebel del personatge de Streep. Roger Ebert va afirmar que "Streep i Keaton, en els seus diferents estils, troben maneres de fer que Lee i Bessie siguin molt més que l'expressió dels seus problemes". La pel·lícula va tenir una bona acollida i Streep va guanyar una altra nominació als Globus d'Or per la seva actuació.
L'actuació de Streep a First do No Harm (1997) li va valer una segona nominació als premis Emmy com a millor actriu principal - minisèrie o pel·lícula. El 1998, Streep va aparèixer per primera vegada al costat de Michael Gambon i Catherine McCormack a Dancing at Lughnasa de Pat O'Connor, una altra adaptació de Broadway, que va entrar al Festival de Cinema de Venècia l'any d'estrena. Janet Maslin de The New York Times va comentar que "Meryl Streep ha fet moltes grans actuacions en la seva carrera, però la manera com ella simplement mira per una finestra a Dancing at Lughnasa es troba entre les millors. Tot el que l'espectador necessita saber sobre Kate Mundy, la dona a la qual interpreta aquí, queda escrit en aquesta cara solitària i primícia i la seva mirada estupefacta." Més tard aquell any, va interpretar a una mestressa de casa que moria de càncer a One True Thing. La pel·lícula va rebre crítiques positives. Mick LaSalle al San Francisco Chronicle va declarar: "Després d’One True Thing, els crítics que persisteixen en la ficció que Streep és una actriu freda i tècnica hauran de revisar-ho. És tan instintiva i natural, tan a fons en el moment i operant amb vols d'inspiració, que és capaç de donar-nos una dona que és alhora salvatgement idiosincràtica i totalment creïble." El crític de cinema de Los Angeles Times, Kenneth Turan, va assenyalar que el seu paper "és un dels menys dramàtics i visuals superficials de la seva carrera", però ella "afegeix un nivell d'honestedat i realitat que fa que [la seva actuació] sigui una de les seves més commovedores."
Streep va interpretar Roberta Guaspari, una novaiorquesa de la vida real que va trobar la passió i la il·luminació ensenyant violí als nens del centre de la ciutat d'East Harlem, al drama musical Music of the Heart (1999). Streep va substituir Madonna, que va abandonar el projecte abans de començar el rodatge a causa de diferències creatives amb el director Wes Craven. Requerida per tocar el violí, Streep va passar dos mesos d'entrenament intens, de cinc a sis hores al dia. Streep va rebre nominacions per a un Oscar, un Globus d'Or i un Screen Actors Guild Award per la seva actuació. Roger Ebert va escriure que "Meryl Streep és coneguda pel seu domini dels accents; pot ser l'oradora més versàtil de les pel·lícules. Aquí podríeu pensar que no té accent, tret que hàgiu sentit la seva veu real; llavors t'adones que l'estil de parlar de Guaspari només és un assoliment particular entre els altres accents de Streep. Aquesta no és la veu de Streep, sinó la d'una altra persona, amb una certa qualitat plana, com si l'educació i el perfeccionament posteriors vinguessin després d'una infància una mica poc sofisticada."

### Anys 2000: treball continuat de pantalla i escenari

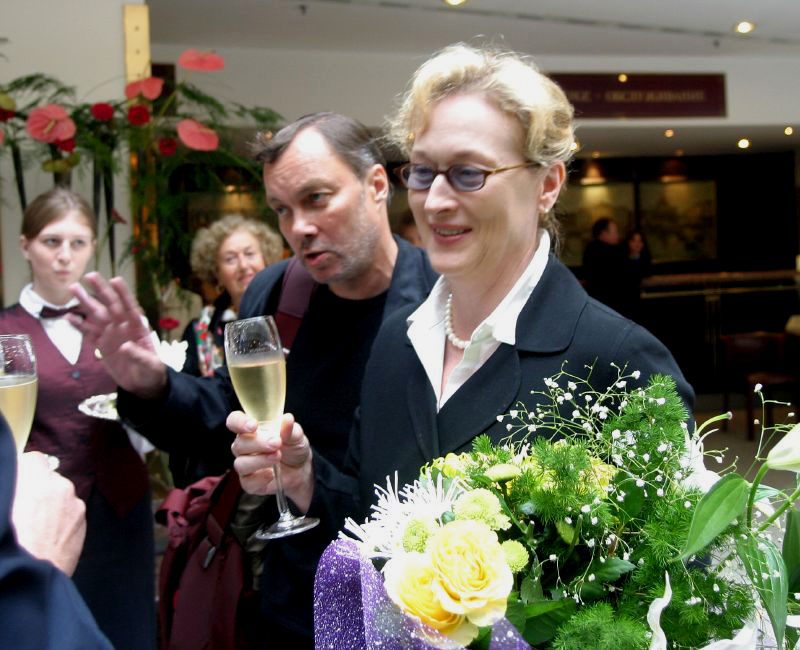
Streep a Sant Petersburg, Rússia, el 2004

Streep va entrar a la dècada del 2000 amb un cameo de veu a AI Artificial Intelligence de Steven Spielberg (2001), una pel·lícula de ciència-ficció sobre un androide infantil, interpretada per Haley Joel Osment. El mateix any, Streep va coorganitzar el concert anual del Premi Nobel de la Pau amb Liam Neeson que es va celebrar a Oslo, Noruega, l'11 de desembre de 2001, en honor al premi Nobel de la Pau, les Nacions Unides i Kofi Annan. L'any 2001, Streep va tornar als escenaris per primera vegada en més de vint anys, interpretant Arkadina a The Public Theatre de revival de The Seagull d'Anton Txékhov, dirigida per Mike Nichols i coprotagonitzada per Kevin Kline, Natalie Portman, John. Goodman, Marcia Gay Harden, Stephen Spinella, Debra Monk, Larry Pine i Philip Seymour Hoffman. El fill de Streep, Henry Gummer, més tard conegut com el músic Henry Wolfe, també va aparèixer a l'obra en el paper de Yakov, un treballador contractat.
El mateix any, Streep va començar a treballar en l'adaptació de la comèdia dramàtica de Spike Jonze . (2002), on va interpretar la periodista de la vida real Susan Orlean. Lloada per la crítica i els espectadors, la pel·lícula va fer guanyar a Streep el seu quart Globus d'Or a la categoria de millor actriu secundària. AO Scott a The New York Times va considerar que la interpretació de Streep d'Orlean s'havia «interpretat amb una compostura entremaliada», assenyalant el contrast del seu personatge enginyosament realitzat amb el carisma sense dents i pèl de Chris Cooper com a autodidacta».. arrestat per caça furtiva d'orquídies rares. Streep va aparèixer al costat de Nicole Kidman i Julianne Moore a The Hours (2002), de Stephen Daldry, basada en la novel·la de 1999 de Michael Cunningham. Centrat en tres dones de diferents generacions les vides de les quals estan interconnectades per la novel·la Mrs. Dalloway de Virginia Woolf, la pel·lícula va tenir una bona acollida en general i va guanyar a les tres actrius principals un Ós de Plata a la millor actriu.
El 2003, Streep es va reunir amb Mike Nichols per protagonitzar amb Al Pacino i Emma Thompson l’adaptació d'HBO de l'obra de sis hores de Tony Kushner Angels in America, la història de dues parelles les relacions de les quals es dissolen en el teló de fons de la política Reagan de l'època. Streep, que va participar en quatre papers a la minisèrie, va rebre el seu segon premi Emmy i el cinquè Globus d'Or per la seva actuació. Va aparèixer al remake d'èxit moderat de Jonathan Demme de The Manchurian Candidate el 2004, coprotagonitzada per Denzel Washington, interpretant el paper d'una dona que és alhora senadora dels Estats Units i la mare manipuladora i despietada d'un candidat a la vicepresidència. El mateix any, va interpretar el paper secundari de la tia Josephine a A Series of Unfortunate Events de Lemony Snicket al costat de Jim Carrey, basada en les tres primeres novel·les de la sèrie de llibres de Snicket. La comèdia negra va rebre crítiques generalment favorables per part de la crítica, i va guanyar l'Oscar al millor maquillatge. Streep també va narrar la pel·lícula El paladar de Monet. Streep va actuar a continuació a la pel·lícula de comèdia Prime (2005), dirigida per Ben Younger. A la pel·lícula, va interpretar a Lisa Metzger, la psicoanalista jueva d'una empresaria divorciada i solitària, interpretada per Uma Thurman, que entra en una relació amb el fill de 23 anys de Metzger (Bryan Greenberg). Un modest èxit general, va recaptar 67,9 milions de dòlars a nivell internacional. Roger Ebert va assenyalar com Streep tenia «aquesta habilitat per tallar la solemnitat d'una escena amb un gir que revela com tot l'esforç humà és, després de tot, còmic en algun nivell».

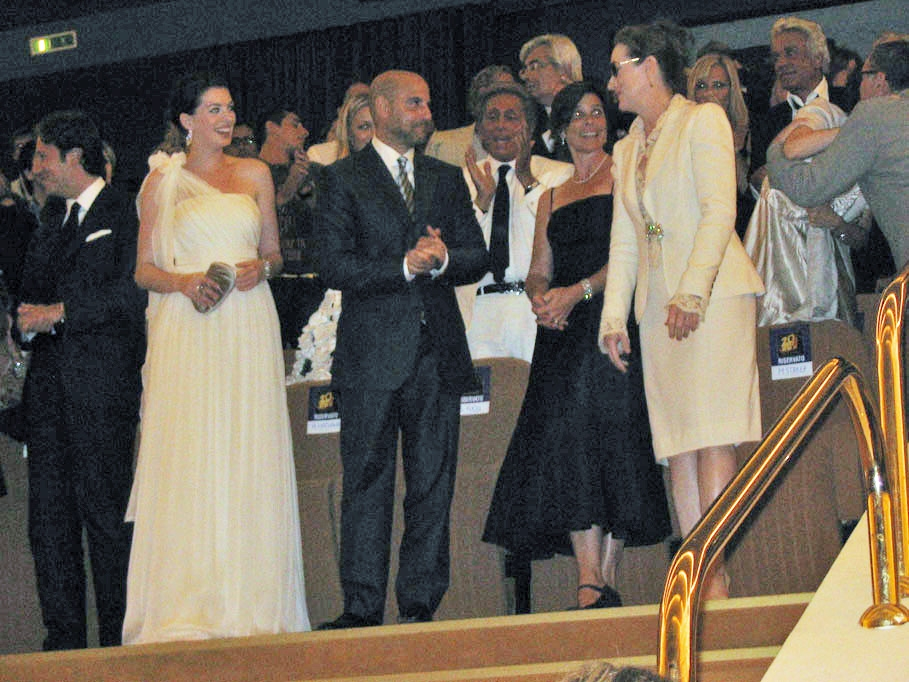
Streep (dreta) a l'estrena de Venècia de The Devil Wears Prada el 2006

A l'agost i setembre de 2006, Streep va actuar a l'escenari de la producció de The Public Theatre de Mother Courage and Her Children al Delacorte Theatre de Central Park. La producció de Public Theatre va ser una nova traducció del dramaturg Tony Kushner, amb cançons a l'estil Weill/Brecht escrites per la compositora Jeanine Tesori; El veterà director George C. Wolfe estava al capdavant. Streep va protagonitzar al costat de Kevin Kline i Austin Pendleton en aquesta obra de tres hores i mitja. Al voltant de la mateixa època, Streep, juntament amb Lily Tomlin, van retratar els dos últims membres del que abans va ser un acte popular de música country familiar a la pel·lícula final de Robert Altman A Prairie Home Companion (2006). Una peça còmica amb Lindsay Lohan, Tommy Lee Jones, Kevin Kline i Woody Harrelson, la pel·lícula gira al voltant de les activitats darrere de les escenes del programa de ràdio públic de llarga durada del mateix nom. La pel·lícula va recaptar més de 26 milions de dòlars, la majoria dels quals provenien dels mercats nacionals.
Comercialment, a Streep li va sortir millor amb un paper a The Devil Wears Prada (també de 2006), una adaptació a la pantalla de la novel·la homònima de Lauren Weisberger del 2003. Streep va retratar la poderosa i exigent Miranda Priestly, editora de la revista de moda (i cap d'una recent graduada universitària interpretada per Anne Hathaway). Tot i que la pel·lícula en general va rebre crítiques diverses, la seva interpretació, del que Ebert anomena la «Miranda equilibrada i Imperiosa», va obtenir crítiques entusiastes de la crítica i li va valer nombroses nominacions als premis, inclosa la seva 14a candidatura a l'Oscar, que va establir un rècord com un altre Globus d'Or. En el seu llançament comercial, la pel·lícula es va convertir en l'èxit més gran comercial de Streep fins al moment, amb una recaptació de més de 326,5 milions de dòlars a tot el món.
Va retratar un adinerat mecenes de la universitat al llargmetratge molt retardat de Chen Shi-zheng Dark Matter, una pel·lícula sobre un estudiant de postgrau en ciències xinès que es torna violent després de tractar amb la política acadèmica en una universitat dels Estats Units. Inspirats pels esdeveniments del tiroteig de la Universitat d'Iowa de 1991, i inicialment programat per a un llançament el 2007, els productors i inversors van decidir deixar de banda Dark Matter per respecte a les víctimes del tiroteig de Virginia Tech l'abril de 2007. El drama va rebre crítiques negatives i mixtes en el seu llançament limitat el 2008. Streep va interpretar un funcionari del govern nord-americà que investiga un estranger egipci sospitós de terrorisme al thriller polític Rendition (2007), dirigit per Gavin Hood. Amb ganes d'implicar-se en una pel·lícula de thriller, Streep va agrair l'oportunitat de protagonitzar un gènere cinematogràfic per al qual no se li oferien guions, i immediatament va signar el projecte. Després del seu llançament, Rendition va tenir menys èxit comercial, i va rebre crítiques diverses.

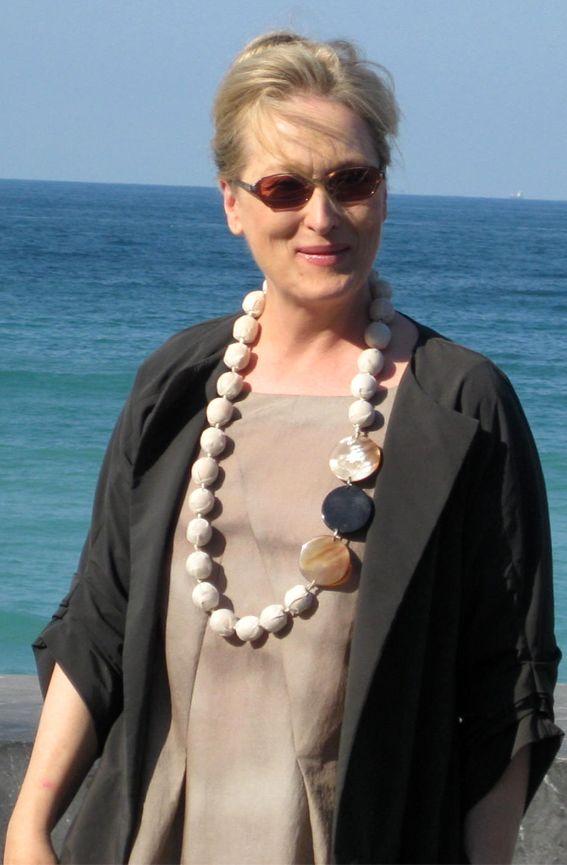
Streep al Festival Internacional de Cinema de Sant Sebastià 2008

En aquest període, Streep va tenir un paper curt al costat de Vanessa Redgrave, Glenn Close i la seva filla gran Mamie Gummer a la pel·lícula dramàtica Evening (2007) de Lajos Koltai, basada en la novel·la homònima de 1998 de Susan Minot. Canviant entre el present i el passat, explica la història d'una dona enllitada, que recorda la seva vida tumultuosa a mitjans dels anys cinquanta. La pel·lícula es va estrenar amb una tèbia reacció de la crítica, que la va qualificar de "bellament filmada, però decididament avorrida [i] un malbaratament colossal d'un repartiment talentós». Va tenir un paper a Lions for Lambs de Robert Redford (també 2007), una pel·lícula sobre la connexió entre un grup de soldats dels Estats Units a l'Afganistan, un senador nord-americà, un periodista i un professor universitari de Califòrnia. Igual que Evening, els crítics van considerar que el talent del repartiment es desaprofitava i que patia un ritme lent, tot i que un crític va anunciar que Streep destacava positivament, sent «natural, no forçat, tranquil·lament poderós», en comparació amb l'actuació forçada de Redford.
Streep va trobar un gran èxit comercial quan va protagonitzar Mamma Mia de Phyllida Lloyd ! (2008), una adaptació cinematogràfica del musical del mateix nom, basada en les cançons del grup pop suec ABBA. Amb Amanda Seyfried, Pierce Brosnan, Stellan Skarsgård, Colin Firth, Julie Walters i Christine Baranski, Streep va interpretar una mare soltera i una antiga cantant d'un grup de noies, la filla de la qual (Seyfried), una futura núvia que maig va conèixer el seu pare, convida tres possibles candidats paterns al seu casament a la idíl·lica illa grega de Skopelos coneguda a la pel·lícula com a Kalokairi. Un èxit de taquilla instantani, Mamma Mia! es va convertir en la pel·lícula més taquillera de Streep fins al moment, amb ingressos de taquilla de 602,6 milions de dòlars EUA, també la va situar en primer lloc entre les pel·lícules musicals més taquilleres. Nominat a un altre Globus d'Or, l'actuació de Streep va ser generalment ben rebuda per la crítica, amb Wesley Morris de The Boston Globe comentant: «El millor actor de les pel·lícules americanes s'ha convertit finalment en una estrella de cinema».
Doubt (també 2008) compta amb Streep amb Philip Seymour Hoffman, Amy Adams i Viola Davis. Un drama que gira al voltant de la severa monja principal (Streep) d'una escola catòlica del Bronx el 1964 que porta acusacions de pedofília contra un sacerdot popular (Hoffman), la pel·lícula es va convertir en un èxit moderat de taquilla i va ser aclamada per molts crítics com a una de les millors pel·lícules del 2008. La pel·lícula va rebre cinc nominacions als premis de l'Acadèmia, pels seus quatre actors principals i pel guió de John Patrick Shanley. Ebert, que va atorgar a la pel·lícula les quatre estrelles, va destacar la caricatura de Streep d'una monja, que «odia totes les incursions del món modern», mentre Kelly Vance de The East Bay Express va comentar: «És emocionant veure un professional com Streep entra en un paper que ja és molt exagerat i, després, augmenta uns quants graons només per l'infern. La germana Aloysius, trista, d'ulls vermells i mortalment pàl·lida, pot ser la monja més espantosa de tots els temps».
El 2009, Streep va interpretar a la xef Julia Child a Julie & Julia de Nora Ephron, coprotagonitzada amb Stanley Tucci, i de nou amb Amy Adams. (Tucci i Streep havien treballat junts abans a Devil Wears Prada.) La primera gran pel·lícula basada en un bloc, Julie i Julia contrasta la vida de Child en els primers anys de la seva carrera culinària amb la vida de la jove novaiorquesa Julie Powell (Adams), que aspira a cuinar les 524 receptes del llibre de cuina infantil Dominar l'art de la cuina francesa. Longworth creu que la seva caricatura de Julia Child va ser «probablement l'actuació més gran de la seva carrera, alhora que també va aprofitar la seva pròpia experiència per aportar la veritat viscuda a la història d'una floració tardana". A la comèdia romàntica de Nancy Meyers It's Complicated (també 2009), Streep va protagonitzar amb Alec Baldwin i Steve Martin. Va rebre nominacions al Globus d'Or a la millor actriu - Musical o comèdia pel·lícula per Julie & Julia i It's Complicated; va guanyar el premi per Julie & Julia, i més tard va rebre la seva 16a nominació a l'Oscar per això. També va prestar la seva veu a la Sra. Felicity Fox a la pel·lícula stop-motion de Wes Anderson Fantastic Mr. Fox.

### Anys 2010: més èxit crític i comercial
Streep va tornar a fer equip amb la directora de Mamma Mia Phyllida Lloyd a La dama de ferro (2011), una pel·lícula biogràfica britànica sobre Margaret Thatcher, que dona una ullada a la primera ministra durant la Guerra de les Malvines i als seus anys de jubilació. Streep, que va assistir a una sessió de la Cambra dels Comuns per veure els diputats britànics en acció en preparació per al seu paper de Thatcher, va qualificar el seu càsting "un repte descoratjador i emocionant". Tot i que la pel·lícula va tenir una recepció variada, l'actuació de Streep va obtenir crítiques entusiastes, guanyant-se els seus premis a la millor actriu als Globus d'Or i als BAFTA, així com la seva tercera victòria als 84è Premis de l'Acadèmia. Els antics assessors, amics i familiars de Thatcher van criticar el retrat que Streep va fer d'ella com "inexacte" i "esbiaixat". L'any següent, després de la mort de Thatcher, Streep va emetre una declaració formal descrivint les "mesures fiscals dures" de Thatcher i "l'enfocament sense mà de la regulació financera", alhora que elogiava la seva "força i coratge personals".

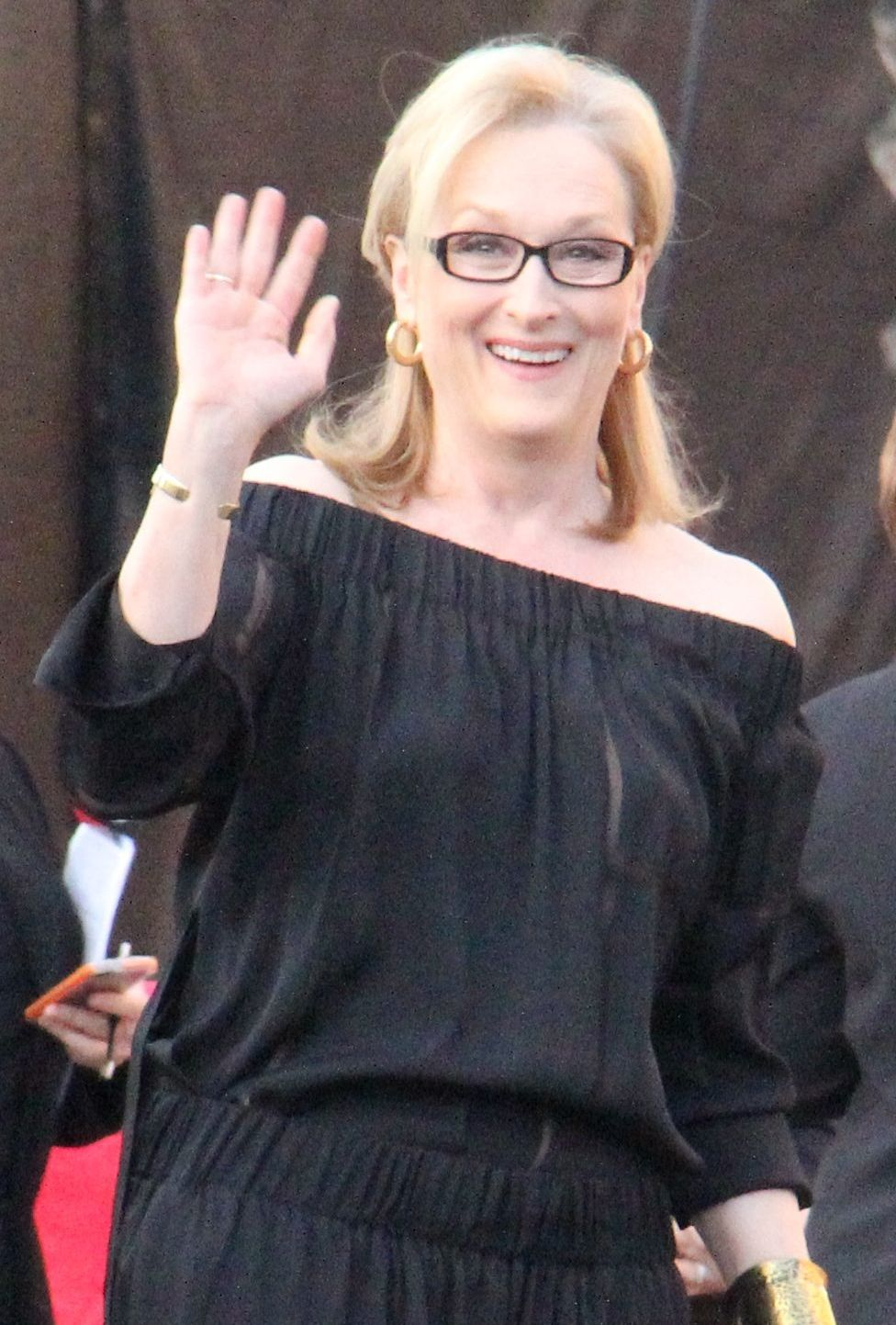
Streep als premis Screen Actors Guild Awards 2014

Streep es va reunir amb el director de Prada David Frankel al plató de la pel·lícula de comèdia romàntica i dramàtica Si vols de debò... (2012), protagonitzada com Tommy Lee Jones i Steve Carell. Streep i Jones interpreten una parella de mitjana edat, que assisteix a una setmana d'assessorament matrimonial intensiu per intentar recuperar la intimitat que falta a la seva relació. Les crítiques de la pel·lícula van ser majoritàriament positives, i els crítics van elogiar les "actuacions fascinants... que ofereixen als espectadors algunes rialles dels adults i una mirada atenta a les relacions madures". El 2013, Streep va protagonitzar al costat de Julia Roberts i Ewan McGregor el drama de comèdia negra Agost (2013) sobre una família disfuncional que es reuneix a la casa familiar quan el seu patriarca desapareix de sobte. Basada en l'obra homònima guanyadora del premi Pulitzer de Tracy Letts, Streep va rebre crítiques positives per la seva interpretació de la matriarca forta i polèmica de la família, que pateix càncer de boca i addicció als narcòtics. Posteriorment, va ser nominada a un altre Globus d'Or, SAG i Oscar.
A The Giver del 2014, una adaptació cinematogràfica de la novel·la per a joves, Streep va interpretar un líder de la comunitat. Ambientada l'any 2048, la pel·lícula de ciència-ficció social narra la història d'una comunitat postapocalíptica sense guerra, dolor, sofriment, diferències ni elecció, on un nen és escollit per aprendre el món real. Streep era conscient del llibre abans que el coprotagonista i productor Jeff Bridges li oferís el paper. Després del seu llançament, The Giver va rebre crítiques generalment mixtes i negatives de la crítica. Streep també va tenir un petit paper a la pel·lícula dramàtica d'època The Homesman (2014). Ambientada al mig oest de la dècada de 1850, la pel·lícula és protagonitzada per Hilary Swank i Tommy Lee Jones com una parella inusual que ajuden a tres dones embogides per la frontera a tornar a l'Est. Streep no apareix fins al final de la pel·lícula, interpretant a la dona d'un predicador, que té cura de les dones. The Homesman es va estrenar al Festival de Cannes 2014, on va obtenir crítiques molt positives de la crítica.Dirigida per Rob Marshall, Into the Woods (també 2014) és una adaptació cinematogràfica de Disney del musical de Broadway amb música i lletra de Stephen Sondheim en què Streep interpreta una bruixa. Un crossover de gènere fantàstic inspirat en els contes de fades dels germans Grimm, se centra en una parella sense fills que es proposa acabar amb una maledicció que la bruixa venjativa de Streep els va posar. Encara que la pel·lícula va ser rebutjada per alguns crítics com Mark Kermode com a "irritant nafness", l'actuació de Streep li va valer la seva nominació a l'Acadèmia, al Globus d'Or, al SAG i al Critic's Choice Award a la millor actriu secundària.
El juliol de 2014, es va anunciar que Streep interpretaria Maria Callas a la Master Class, però el projecte es va retirar després de la mort del director Mike Nichols el novembre del mateix any.

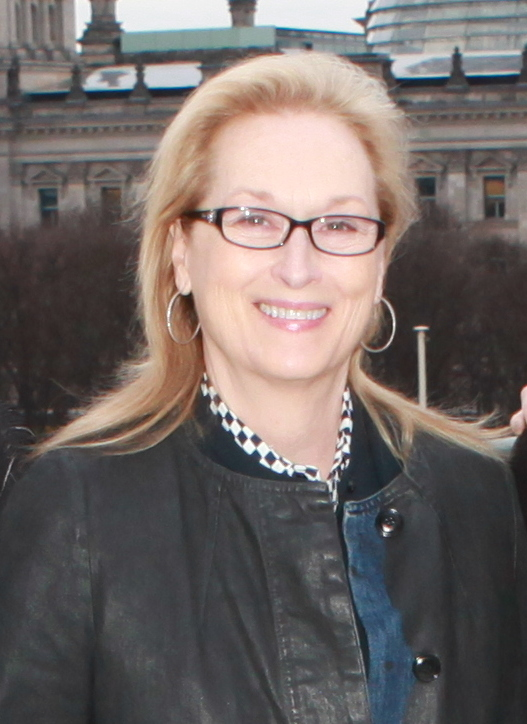
Streep a l’Ambaixada dels Estats Units, Berlín, el 2016

El 2015, Streep va protagonitzar Ricki and the Flash de Jonathan Demme, interpretant una treballadora de la caixa de supermercats durant el dia que és músic de rock a la nit i que té una darrera oportunitat de retrobar-se amb la seva família estranya. Streep va aprendre a tocar la guitarra per a la pel·lícula de comèdia dramàtica semiautobiogràfica, que va tornar a presentar Streep amb la seva filla gran Mamie Gummer. Les crítiques de la pel·lícula eren generalment mixtes. L'altra pel·lícula de Streep d'aquesta època va ser el drama d'època de la directora Sarah Gavron Suffragette (també 2015), protagonitzada com Carey Mulligan i Helena Bonham Carter. A la pel·lícula, va interpretar el petit, però fonamental, paper d'Emmeline Pankhurst, una activista política britànica i líder del moviment sufragista britànic que va ajudar les dones a guanyar el dret de vot. La pel·lícula va rebre crítiques majoritàriament positives, sobretot per les actuacions del repartiment, tot i que el seu distribuïdor es va guanyar crítiques perquè la posició destacada de Streep dins del màrqueting era enganyosa.
Després de les funcions del president al 66è Festival Internacional de Cinema de Berlín el 2016, Streep va protagonitzar la comèdia dirigida per Stephen Frears Florence Foster Jenkins (2016), un biopic homònim sobre un cantant d'òpera sord alegrement inconscient que insisteix en actuació pública. Altres membres del repartiment van ser Hugh Grant i Simon Helberg. Robbie Collin va considerar que era una de les seves actuacions més "humanes" i va considerar que estava "ple de calidesa que dona pas a un pathos que pessiga el cor". Va guanyar el Critics' Choice Movie Award a la millor actriu en una comèdia, i va rebre nominacions als Oscar, Globus d'Or, SAG i BAFTA.
A continuació, Streep va interpretar la primera dona editora de diaris nord-americana, Katharine Graham, a Ben Bradlee de Tom Hanks, al drama polític de Steven Spielberg Els arxius del Pentàgon (2017), que se centra en la publicació del The Washington Post dels Pentagon Papers de 1971. La pel·lícula va rebre crítiques positives amb elogis dirigits a les actuacions dels dos protagonistes. Manohla Dargis va escriure que "Streep crea un retrat molt commovedor d'una dona que en alliberar-se ajuda a instigar una revolució". Va guanyar més de 177 milions de dòlars amb un pressupost de 50 milions de dòlars. Streep va rebre la seva 31a nominació al Globus d'Or i la 21a nominació a l'Oscar a la millor actriu.
El 2018, Streep va repetir breument el seu paper a la seqüela musical Mamma Mia!. També va fer un paper secundari a Mary Poppins Returns de Rob Marshall, una seqüela musical de la pel·lícula de 1964 Mary Poppins protagonitzada per Emily Blunt en el paper principal. Streep va aparèixer a continuació en el seu primer paper principal en una sèrie de televisió protagonitzant la segona temporada de la sèrie dramàtica de HBO Big Little Lies el 2019. Va prendre part de Mary Louise Wright, la sogra del personatge de Nicole Kidman. Liane Moriarty, autora de la novel·la homònima, en la qual es basa la primera temporada, va escriure una novel·la de 200 pàgines que va servir de base per a la segona temporada. Moriarty va decidir anomenar el nou personatge Mary Louise, després del nom legal de Streep. Posteriorment, Streep va acceptar el paper sense llegir un guió per primera vegada a la seva carrera. Escrivint per a la BBC, Caryn James va titllar la seva actuació de "deliciosa i astuta" i va trobar que era "l'encarnació d'una àvia passiva-agressiva". El mateix any, Streep va protagonitzar la comèdia biogràfica dirigida per Steven Soderbergh The Laundromat, sobre els Panama Papers, al costat de Gary Oldman i Antonio Banderas. Va ser la primera pel·lícula distribuïda per Netflix en la qual va protagonitzar Streep. També va interpretar a Aunt març a Donetes de Greta Gerwig, protagonitzada per Saoirse Ronan, Emma Watson, Florence Pugh, Timothée Chalamet i Laura Dern. La pel·lícula va rebre elogis de la crítica i va recaptar més de 218 milions de dòlars amb el seu pressupost de 40 milions de dòlars.

### Anys 2020: projectes de streaming
El 2020, va donar veu a un paper al curtmetratge d'animació d'Apple TV+ Here We Are: Notes for Living on Planet Earth. Streep va tenir papers principals en dues pel·lícules, ambdues llançades pels serveis de streaming. Es va reunir amb Nicole Kidman per a Netflix, a The Prom de Ryan Murphy, una adaptació cinematogràfica del musical de Broadway del mateix nom; i amb el director Steven Soderbergh per a la seva pel·lícula de comèdia d'HBO Max Deixa'ls parlar.Streep va protagonitzar al costat de Leonardo DiCaprio i Jennifer Lawrence a Don't Look Up (2021), dirigida per Adam McKay per Netflix. Va exercir de productora executiva a Sell/Buy/Date (2022), dirigida per Sarah Jones. A continuació, protagonitzarà la sèrie d'antologia d'Apple TV+ Extrapolations i la tercera temporada de la sèrie de comèdia de Hulu Only Murders in the Building.

## Filmografia
| Any  | Pel·lícula                                                                                                 | Paper                   | Altres dades       | Director             |
| ---- | --- | ----------------------- | ------------------ | -------------------- |
| 1977 | Julia | Anne Marie              |                    | Fred Zinnemann       |
| 1978 | El caçador                                                                                                 | Linda                   |                    | Michael Cimino       |
| 1979 | Manhattan                                                                                                  | Jill                    |                    | Woody Allen          |
| 1979 | La seducció de Joe Tynam (The Seduction of Joe Tynan)                                                      | Karen Traynor           |                    | Jerry Schatzberg     |
| 1979 | Kramer vs. Kramer                                                                                          | Joanna Kramer           |                    | Robert Benton        |
| 1981 | La dona del tinent francès                                                                                 | Sarah/Anna              |                    | Karel Reisz          |
| 1982 | Sota sospita (Still of the Night)                                                                          | Brooke Reynolds         |                    | Robert Benton        |
| 1982 | La decisió de la Sophie                                                                                    | Sophie Zawistowski      |                    | Alan J. Pakula       |
| 1983 | Silkwood                                                                                                   | Karen Silkwood          |                    | Mike Nichols         |
| 1984 | Falling in Love                                                                                            | Molly Gilmore           |                    | Ulu Grosbard         |
| 1985 | Plenty | Susan Traherne          |                    | Fred Schepisi        |
| 1985 | Out of Africa                                                                                              | Karen Blixen            |                    | Sydney Pollack       |
| 1986 | Heartburn                                                                                                  | Rachel Samstat          |                    | Mike Nichols         |
| 1987 | Espina de ferro (Ironweed)                                                                                 | Helen Archer            |                    | Hector Babenco       |
| 1988 | A Cry in the Dark                                                                                          | Lindy Chamberlain       |                    | Fred Schepisi        |
| 1989 | La diablessa (She-Devil)                                                                                   | Mary Fisher             |                    | Susan Seidelman      |
| 1990 | Postcards from the Edge                                                                                    | Suzanne Vale            |                    | Mike Nichols         |
| 1991 | Un judici celestial (Defending Your Life)                                                                  | Julia                   |                    | Albert Brooks        |
| 1992 | Death Becomes Her                                                                                          | Madeline Ashton         |                    | Robert Zemeckis      |
| 1993 | La casa dels esperits (The House of the Spirits)                                                           | Clara del Valle Trueba  |                    | Bille August         |
| 1994 | The River Wild                                                                                             | Gail Hartman            |                    | Bille August         |
| 1995 | Els ponts de Madison                                                                                       | Francesca Johnson       |                    | Clint Eastwood       |
| 1996 | Abans i després (Before and After)                                                                         | Dr. Carolyn Ryan        |                    | Barbet Schroeder     |
| 1996 | Marvin's Room                                                                                              | Lee                     |                    | Jerry Zaks           |
| 1998 | El ball d'agost (Dancing at Lughnasa)                                                                      | Kate 'Kit' Mundy        |                    | Pat O'Connor         |
| 1998 | One True Thing                                                                                             | Kate Gulden             |                    | Carl Franklin        |
| 1999 | Chrysanthemum                                                                                              | narrador                |                    | Virginia Wilkos      |
| 1999 | Music of the Heart                                                                                         | Roberta Guaspari        |                    | Wes Craven           |
| 2001 | Artificial Intelligence: A.I.                                                                              | Blue Mecha              | (veu)              | Steven Spielberg     |
| 2002 | Adaptation.                                                                                                | Susan Orlean            |                    | Spike Jonze          |
| 2002 | The Hours                                                                                                  | Clarissa Vaughan        |                    | Stephen Daldry       |
| 2004 | The Manchurian Candidate                                                                                   | Eleanor Shaw            |                    | Jonathan Demme       |
| 2004 | Un seguit de desgràcies catastròfiques de Lemony Snicket (Lemony Snicket's A Series of Unfortunate Events) | Aunt Josephine          |                    | Brad Silberling      |
| 2005 | Secrets compartits (Prime)                                                                                 | Lisa Metzger            |                    | Ben Younger          |
| 2006 | A Prairie Home Companion                                                                                   | Yolanda Johnson         |                    | Robert Altman        |
| 2006 | The Music of Regret                                                                                        | The Woman               |                    | Laurie Simmons       |
| 2006 | El diable es vesteix de Prada                                                                              | Miranda Priestly        |                    | David Frankel        |
| 2006 | Ant bully: Benvingut al formiguer (The Ant Bully)                                                          | Reina                   | (veu)              | John A. Davis        |
| 2007 | Dark Matter                                                                                                | Joanna Silver           |                    | Chen Shi-Zheng       |
| 2007 | Evening | Lila Wittenborn         |                    | Lajos Koltai         |
| 2007 | Rendition                                                                                                  |                         |                    | Gavin Hood           |
| 2007 | Lleons per xais                                                                                            | Janine Roth             |                    | Robert Redford       |
| 2008 | Mamma Mia!                                                                                                 | Donna                   |                    | Phyllida Lloyd       |
| 2008 | Doubt | Germana Aloysius        |                    | John Patrick Shanley |
| 2009 | Julie i Julia                                                                                              | Julia Child             |                    | Nora Ephron          |
| 2009 | No es tan fàcil (It's complicated)                                                                         | Jane                    |                    | Nancy Meyers         |
| 2011 | La dama de ferro                                                                                           | Margaret Thatcher       |                    | Phyllida Lloyd       |
| 2012 | Si vols de debò...                                                                                         | Kay Soames              |                    | David Frankel        |
| 2013 | Agost | Violet Weston           |                    | John Wells           |
| 2014 | The Giver                                                                                                  | La cap major            |                    | Phillip Noyce        |
| 2014 | The Homesman                                                                                               | Altha Carter            |                    | Tommy Lee Jones      |
| 2014 | Into the Woods                                                                                             | La Bruixa               |                    | Rob Marshall         |
| 2015 | Ricki and the Flash                                                                                        | Ricki                   |                    | Jonathan Demme       |
| 2015 | Sufragistes                                                                                                | Emmeline Pankhurst      |                    | Sarah Gavron         |
| 2016 | Florence Foster Jenkins                                                                                    | Florence Foster Jenkins |                    | Stephen Frears       |
| 2017 | Els arxius del Pentàgon                                                                                    | Katharine Graham        |                    | Steven Spielberg     |
| 2018 | Mamma Mia! Here We Go Again                                                                                | Donna                   |                    | Ol Parker            |
| 2018 | Mary Poppins Returns                                                                                       | Topsy                   |                    | Rob Marshall         |
| 2019 | Big Little Lies                                                                                            | Mary Louise Wright      | Sèrie TV           | Andrea Arnold        |
| 2019 | The Laundromat                                                                                             | Ellen Martin            |                    | Steven Soderbergh    |
| 2019 | Donetes (Little Women)                                                                                     | Tieta March             |                    | Greta Gerwig         |
| 2020 | Here We Are: Notes for Living on Planet Earth                                                              | Narrador                | Veu                |                      |
| 2020 | The Prom                                                                                                   | Dee Dee                 |                    | Ryan Murphy          |
| 2020 | Let Them All Talk                                                                                          | Alice Hughes            |                    | Steven Soderbergh    |
| 2021 | Don't Look Up                                                                                              | President Janie Orlean  |                    | Adam McKay           |
| 2022 | Sell/Buy/Date                                                                                              |                         | productor executiu | Sarah Jones          |